# Стивенидж (футбольный клуб)
«Сти́венидж» (полное название — Футбольный клуб «Стивенидж»; англ. Stevenage Football Club; английское произношение: [ˈstiːvənɪdʒ 'futbɔ:l klʌb]) — английский профессиональный футбольный клуб из города Стивенидж, графство Хартфордшир, Восточная Англия. Основан в 1976 году. До июня 2010 года носил название «Стивенидж Боро» (англ. Stevenage Borough Football Club).
Домашние матчи проводит на стадионе «Бродхолл Уэй», вмещающем более 8 тысяч зрителей.
Выступает в Лиге 1, третьем по значимости дивизионе в системе футбольных лиг Англии.

## Достижения
- Национальная конференция
  - Победитель (2): 1995/96, 2009/10
- Трофей ФА
  - Победитель (2): 2006/07, 2008/09
  - Финалист (2): 2001/02, 2009/10
  - 2019/20 победитель

## Символика

### Форма

#### Домашняя
| 2014/15 | 2015/16 | 2016/17 | 2017/18 | 2018/19 | 2019/20 | 2020/21 | 2021/22 | 2022/23 |

#### Гостевая
| 2014/15 | 2015/16 | 2016/17 | 2017/18 | 2018/19 | 2019/20 | 2020/21 | 2021/22 |

#### Резервная
| 2020/21 | 2021/22 |